# Trochalopteron milnei
El charlatán colirrojo (Trochalopteron milnei) es una especie de ave paseriforme de la familia Leiothrichidae propia del sureste de Asia.

## Distribución y hábitat
Se encuentra en el sur y este de China, Birmania, Laos, Tailandia y Vietnam. 